# Laval (district électoral)
Pour les articles homonymes, voir Laval.
Laval est un ancien district électoral du Québec de 1867 à 1981. Il fait maintenant partie de la circonscription électorale de Laval-des-Rapides.

## Historique

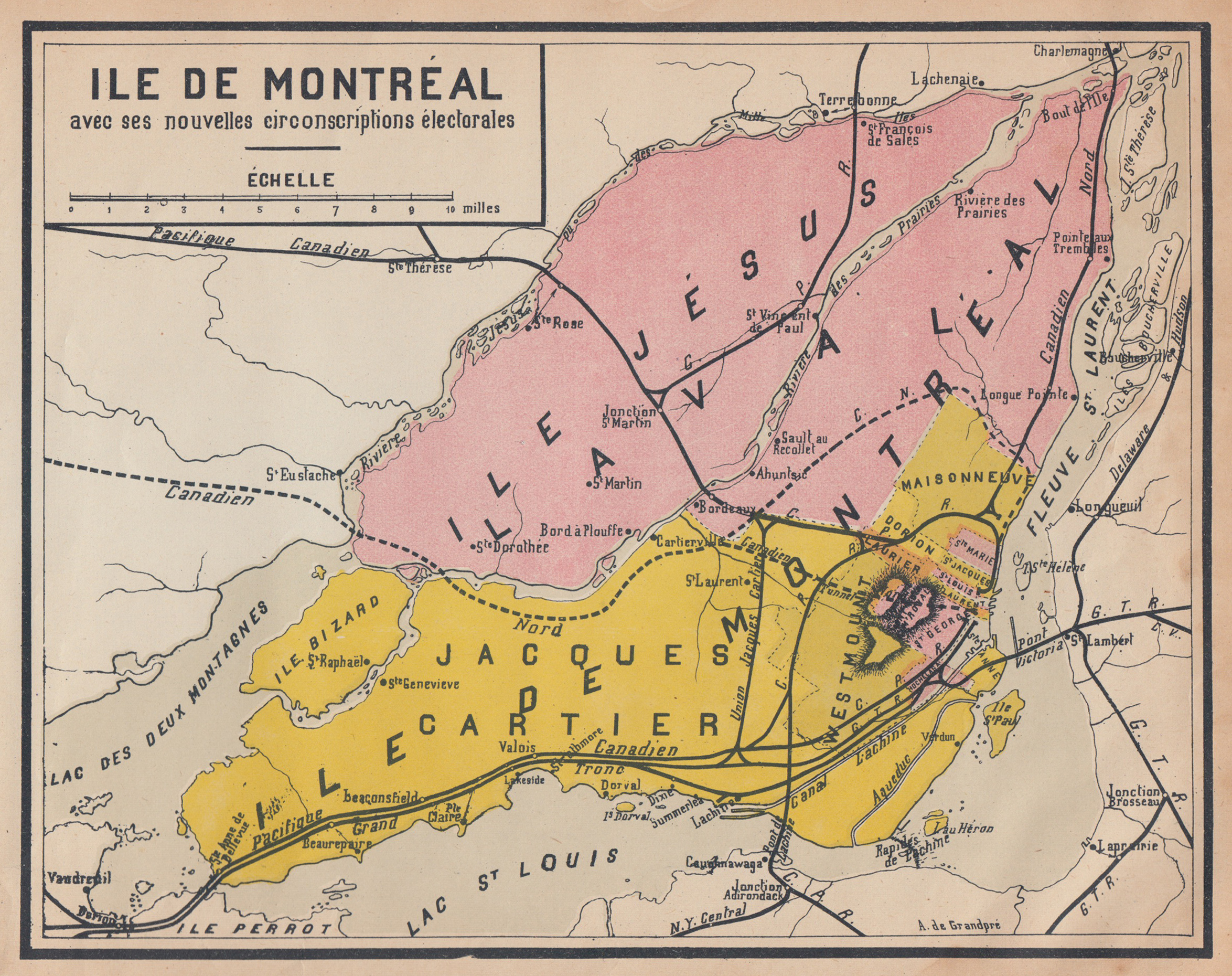
Carte des circonscriptions de l'île de Montréal et de l'île Jésus en 1920. Laval est au haut, en rose, et s'étendait alors sur l'Est de l'île de Montréal.

Le district de Laval est l'un des 65 districts électoraux provinciaux créés à la Confédération de 1867.

## Liste des députés

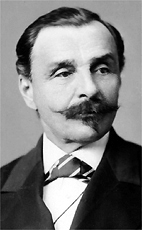
Joseph-Hyacinthe Bellerose est député de Laval de 1867 à 1875 pour le Parti conservateur du Québec

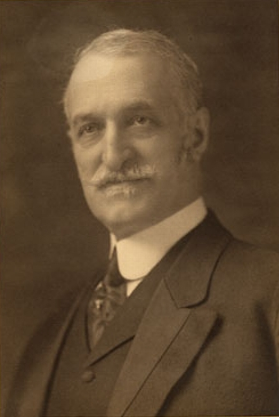
Pierre-Évariste Leblanc est député de Laval de 1882 à 1883 et de 1884 à 1908 pour le Parti conservateur du Québec

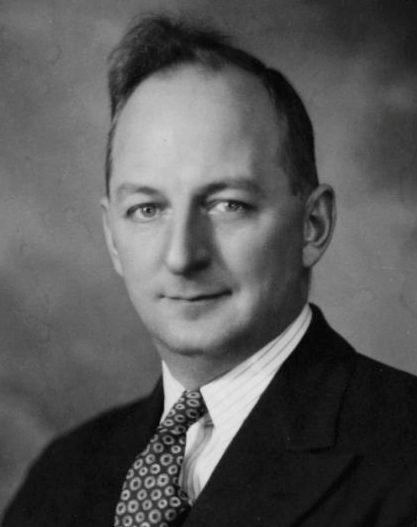
François-Joseph Leduc est député de Laval de 1935 à 1936 pour le Parti conservateur du Québec, de 1936 à 1938 pour l'Union nationale, de 1938 à 1939 comme indépendant et de 1939 à 1948 pour le Parti libéral du Québec

| Années | Années      | Député                     | Parti           |
| ------ | ----------- | -------------------------- | --------------- |
|        | 1867 - 1871 | Joseph-Hyacinthe Bellerose | Conservateur    |
|        | 1871 - 1875 | Joseph-Hyacinthe Bellerose | Conservateur    |
|        | 1875 - 1878 | Louis-Onésime Loranger     | Conservateur    |
|        | 1878 - 1879 | Louis-Onésime Loranger     | Conservateur    |
|        | 1879 - 1881 | Louis-Onésime Loranger     | Conservateur    |
|        | 1881 - 1882 | Louis-Onésime Loranger     | Conservateur    |
|        | 1882 - 1883 | Pierre-Évariste Leblanc    | Conservateur    |
|        | 1883 - 1884 | Amédée Gaboury             | Libéral         |
|        | 1884 - 1886 | Pierre-Évariste Leblanc    | Conservateur    |
|        | 1886 - 1888 | Pierre-Évariste Leblanc    | Conservateur    |
|        | 1888 - 1890 | Pierre-Évariste Leblanc    | Conservateur    |
|        | 1890 - 1892 | Pierre-Évariste Leblanc    | Conservateur    |
|        | 1892 - 1897 | Pierre-Évariste Leblanc    | Conservateur    |
|        | 1897 - 1900 | Pierre-Évariste Leblanc    | Conservateur    |
|        | 1900 - 1904 | Pierre-Évariste Leblanc    | Conservateur    |
|        | 1904 - 1908 | Pierre-Évariste Leblanc    | Conservateur    |
|        | 1908        | Joseph-Wenceslas Lévesque  | Libéral         |
|        | 1908 - 1912 | Joseph-Wenceslas Lévesque  | Libéral         |
|        | 1912 - 1916 | Joseph-Wenceslas Lévesque  | Libéral         |
|        | 1916 - 1919 | Joseph-Wenceslas Lévesque  | Libéral         |
|        | 1919 - 1923 | Joseph-Olier Renaud (père) | Conservateur    |
|        | 1923 - 1927 | Joseph-Olier Renaud (père) | Conservateur    |
|        | 1927 - 1931 | Joseph-Olier Renaud (père) | Conservateur    |
|        | 1931 - 1935 | Joseph Filion              | Libéral         |
|        | 1935 - 1936 | François-Joseph Leduc      | Conservateur    |
|        | 1936 - 1938 | François-Joseph Leduc      | Union nationale |
|        | 1938 - 1939 | François-Joseph Leduc      | Indépendant     |
|        | 1939 - 1944 | François-Joseph Leduc      | Libéral         |
|        | 1944 - 1948 | François-Joseph Leduc      | Libéral         |
|        | 1948 - 1952 | Omer Barrière              | Union nationale |
|        | 1952 - 1956 | Omer Barrière              | Union nationale |
|        | 1956 - 1960 | Léopold Pouliot            | Union nationale |
|        | 1960 - 1962 | Jean-Noël Lavoie           | Libéral         |
|        | 1962 - 1966 | Jean-Noël Lavoie           | Libéral         |
|        | 1966 - 1969 | Jean-Noël Lavoie           | Libéral         |
|        | 1970 - 1973 | Jean-Noël Lavoie           | Libéral         |
|        | 1973 - 1976 | Jean-Noël Lavoie           | Libéral         |
|        | 1976 - 1981 | Jean-Noël Lavoie           | Libéral         |